# Nemotragus helvolus
Nemotragus helvolus är en skalbaggsart som beskrevs av Guérin-Méneville 1844. Nemotragus helvolus ingår i släktet Nemotragus och familjen långhorningar.
Artens utbredningsområde är:
- Angola.
- Moçambique.

Inga underarter finns listade i Catalogue of Life.